# Irak en los Juegos Olímpicos de Río de Janeiro 2016
Irak participa en los Juegos Olímpicos de 2016 en Río de Janeiro, Brasil, del 5 al 21 de agosto de 2016.
El boxeador Waheed Abdul-Ridha fue el abanderado durante la ceremonia de apertura.

## Deportistas
La siguiente tabla muestra el número de deportistas en cada disciplina:
| Deporte      | Hombres | Mujeres | Total |
| ------------ | ------- | ------- | ----- |
| Boxeo        | 1       | 0       | 1     |
| Fútbol       | 18      | 0       | 18    |
| Halterofilia | 1       | 0       | 1     |
| Judo         | 1       | 0       | 1     |
| Natación     | 1       | 0       | 1     |
| Remo         | 1       | 0       | 1     |
| Total        | 23      | 0       | 23    |